# Skobalj (Smederevo)
Pour les articles homonymes, voir Skobalj.
Skobalj (en serbe cyrillique : Скобаљ) est une localité de Serbie située sur le territoire de la Ville de Smederevo, district de Podunavlje. Au recensement de 2011, elle comptait 1 614 habitants.
Skobalj est officiellement classé parmi les villages de Serbie.

## Démographie

### Évolution historique de la population
| 1948  | 1953  | 1961  | 1971  | 1981  | 1991  | 2002  | 2011  |
| ----- | ----- | ----- | ----- | ----- | ----- | ----- | ----- |
| 2 065 | 2 163 | 2 289 | 2 202 | 2 445 | 2 190 | 1 880 | 1 614 |

|  |